# Alonso Zapata
Alonso Zapata Ramirez (ur. 28 sierpnia 1958) – kolumbijski szachista i trener szachowy (FIDE Senior Trainer od 2004), pierwszy arcymistrz w historii tego kraju (tytuł otrzymał w 1984 roku).

## Kariera szachowa
Od końca lat 70. XX wieku należy do ścisłej czołówki kolumbijskich szachistów. W roku 1977 zdobył w Innsbrucku tytuł wicemistrza świata juniorów do lat 20 (za Arturem Jusupowem) oraz po raz pierwszy wystąpił w finale indywidualnych mistrzostw kraju, zdobywając brązowy medal. W latach 1980, 1981, 1995 (wspólnie z Gildardo Garcią), 1996, 2000, 2002 i 2004 siedmiokrotnie zwyciężał w mistrzostwach Kolumbii, natomiast pomiędzy 1978 a 2002 rokiem 11 razy (w tym ośmiokrotnie na I szachownicy) reprezentował swój kraj na szachowych olimpiadach, zdobywając 81½ w 141 partiach. Wielokrotnie startował w rozgrywkach z cyklu mistrzostw świata, w tym trzykrotnie w turniejach międzystrefowych (najlepszy wynik – 1987 Subotica XI m.) oraz dwukrotnie w turniejach pucharowych (w obu przypadkach odpadając w I rundzie po porażkach: w 1999 z Lwem Psachisem, a w 2001 z Emilem Sutowskim).
Alonso Zapata odniósł wiele indywidualnych sukcesów w turniejach międzynarodowych, zwyciężając bądź dzieląc I miejsca m.in. w Bayamo (1984 i 1990), Tunji (1984, wspólnie z Gieorgijem Agzamowem), Hawanie (1986, wspólnie z Guillermo Garcią Gonzalezem), Amsterdamie (1986, turniej OHRA–B), Medellin (1987), Biel (1988, turniej B), Cali (1990, turniej strefowy),
Linares (1992, wspólnie z Jaime Sunye Neto), Matanzas (1994, memoriał Jose Raula Capablanki, wspólnie z Loekiem van Welym i Anthony Milesem), Mar del Placie (1996) oraz w Santos (2001, wspólnie z Gilberto Milosem). Dużym sukcesem Zapaty było również zajęcie V lokaty w mistrzostwach kontynentów amerykańskich, rozegranych w roku 2001 w Cali (za Aleksandrem Jermolinskim, Aleksandrem Goldinem, Leinierem Dominguezem i Borisem Gulko). W 2006 r. podzielił II m. w Coamo (za Wiktorem Michalewskim, wspólnie z Jaanem Ehlvestem), natomiast w 2007 r. powtórzył to osiągnięcie w Meksyku (za Juanem Carlosem Gonzalezem Zamorą, wspólnie z m.in. Manuelem Leonem Hoyosem i Eugene Perelshteynem) oraz Meridzie (za Axelem Bachmannem, wspólnie z Holdenem Hernandezem Carmenatesem, Lazaro Bruzonem, Gilberto Hernandezem Guerrero i Frankiem de la Pazem Perdomo). W 2008 r. podzielił II m. w Aguascalientes (za Nikoła Mitkowem, wspólnie z m.in. Lazaro Bruzonem i Yunieskym Quezadą Perezem).
Najwyższy ranking w karierze osiągnął 1 stycznia 1993 r., z wynikiem 2580 punktów dzielił wówczas 68-75. miejscei na światowej liście FIDE, jednocześnie zajmując 1. miejsce wśród kolumbijskich szachistów.